# Carteira de motorista na China

Carta de Condução da amostra simples da PRChina

A carta de condução chinesa para veículos a motor ( simplified Chinese              ) é a carta de condução legal na China, excluindo as duas regiões administrativas especiais ( Hong Kong e Macau ). Nestes dois territórios, é necessário obter uma carta de condução separada das respectivas autoridades de trânsito. É emitido, ratificado e inspecionado regularmente pelo departamento administrativo de trânsito do órgão de segurança pública. A idade mínima varia de 18 (para carros) até 26 (para ônibus grandes) no país. As licenças do aluno, embora concedidas, têm pouco efeito, pois a maioria dos treinamentos ocorre dentro dos limites de áreas de treinamento especialmente projetadas inacessíveis, em papel, ao público automobilístico em geral. Anteriormente, as vias expressas eram inacessíveis mesmo para os titulares de uma carteira de motorista normal se eles não possuíssem a carteira por um ano inteiro; no entanto, esse regulamento foi invalidado. Drivers com licenças menores de um ano, no entanto, ainda são considerados "motoristas internos" ou "novos motoristas" ( Chinese:实习司机) e algumas limitações se aplicam a eles (exemplos:  uma etiqueta uniforme no carro enquanto estiver dirigindo, contendo uma pessoa com experiência de três anos sentada no banco do passageiro enquanto dirige na estrada). A RPC considera a carta de condução, ao abrigo de uma nova lei, uma carta administrativa (em Chinese:行政许可).
Algumas áreas não emitem mais licenças de motocicleta ou de três rodas. Isso promove a condução sem uma licença, uma licença falsa ou uma licença comprada ilegalmente.

## Tipos de licença
| Tipo | Nome                                                     | chinês           | Outras categorias incluídas   | Intl. Eqs. |
| ---- | -------------------------------------------------------- | ---------------- | ----------------------------- | ---------- |
| A1   | Veículos pesados de passageiros                          | 大型 客车        | A3, B1, B2, C1, C2, C3, C4, M | D          |
| A2   | Camião Semi-reboque                                      | 牵引车           | B1, B2, C1, C2, C3, C4, M     | E          |
| A3   | Autocarros urbanos                                       | 城市 公交 车     | C1, C2, C3, C4                | D          |
| B1   | Veículos de passageiros médios (19 passageiros ou menos) | 中型 客车        | C1, C2, C3, C4, M             | D1         |
| B2   | Veículos pesados                                         | 大型 货车        | C1, C2, C3, C4, M             | C          |
| C1   | Veículo a motor leve, campista (9 passageiros ou menos)  | 小型 汽车        | C2, C3, C4                    | B          |
| C2   | Veículo a motor leve para transmissão automática         | 小型 自动档 汽车 |                               | B          |
| C3   | Veículo de mercadorias de baixa velocidade               | 低速 载货 汽车   | C4                            | B          |
| C4   | Veículos a motor de três rodas                           | 三轮 汽车        |                               | B1         |
| D    | Motocicletas comuns de três rodas                        | 普通 三轮 摩托车 | E, F                          | B1         |
| E    | Motocicletas comuns de duas rodas (acima de 50cc)        | 普通 二 轮       | F                             | UMA        |
| F    | Motocicletas leves (50cc ou menos)                       | 轻便 摩托车      |                               | A1         |
| M    | Automóveis tipo roda                                     | 轮式 自行 机械   |                               | N / D      |
| N    | Trólebus                                                 | 无轨电车         |                               | N / D      |
| P    | Bondes                                                   | 有轨电车         |                               | N / D      |

Nota: Foi introduzida uma licença da Classe C5 para o 残疾人 专用 小型 自动挡 载客 汽车 (automóveis de passageiros pequenos com transmissão automática para pessoas com deficiência).